# Yamamotozephyrus
Yamamotozephyrus là một chi bướm ngày thuộc họ Lycaenidae.